# 吳與弼
吳與弼（1391年—1469年），字子博，號康齋，江西崇仁縣人。明朝理學家。

## 生平
與弼年十九歲時，見《伊洛淵源錄》，放棄科舉，苦讀閩學語錄，數年不下樓。推崇程朱理學，注重“靜時涵養，動時省察”。中年家贫，躬耕讀書。
天順初授左春坊右諭德，以“少贱多病，杜迹山林，本无商行”为由请辞，回鄉講學。英宗三次挽留，坚辞。嘗言“宦官、釋氏不除，而欲天下之治，難矣。吾庸出為？”吳與弼自稱經常夢見孔子、周文王二聖。。他開始透過《日錄》記載夢中的情境。其一生言行皆體現於《日錄》，黄宗羲撰《明儒学案》，以“崇仁之学”为首卷，称：“微康斋，焉得后世之盛哉？”宪宗成化五年卒，享年七十九。其墓位于崇仁县六家桥乡曹坊熊家村西南。

## 著作
著作有《康齋文集》、《日錄》等。

## 事跡
吳與弼父吳溥，建文時為國子監司業。靖難之變，燕王朱棣攻入應天府時，王艮、胡靖、解缙、吳溥四人聚會，胡、解各有慷慨陳詞，獨王艮哭泣不言。吳與弼以為胡靖會自殺身殉建文帝，但吳溥認為胡、解只會講空話，真正忠君愛國的是王艮；話還沒講完，卻聽到胡靖大聲對家人喊叫，「外面很喧鬧，小心看好豬啊。」吳溥說：「連一隻豬都捨不得，難道捨得生命嗎？」不久，王艮自鴆而死，胡靖、解缙迎附朱棣。
吳與弼“本之以小學、四書，持之以躬行實踐”，“非其义，一介不取”，學者稱康齋先生。有弟子胡居仁、陳獻章、娄谅。娄谅不屑细务，一日与门人共耕，吴与弼一边挥锄，一边对娄谅说：“学者，须亲细务。”娄谅立即醒悟。

## 延伸阅读
[在维基数据编辑]
 在维基文库阅读此作者作品
 《國朝獻徵錄·卷之一百十四》，出自焦竑《國朝獻徵錄》
 《明史卷二百八十二》，出自《明史》